# Raúl Richter
Raúl Amadeus Mark Richter (Berlijn, 31 januari 1987) is een Duits acteur en presentator.
Richter werd geboren als de zoon van Peter en Astrid Richter. Zijn oudere broer, Ricardo Richter, was ook acteur. Na zijn afstuderen aan de Königin-Luise-Stifting in Berlijn begon hij met privé-acteerlessen bij Michael Gräwe. Richter was voor het eerst te zien op de Duitse televisie in de film Achterbahn, Eind Hund names Freitag. Landelijke bekendheid kreeg hij door zijn rol als Dominik Gundlach in de RTL-soapserie Gute Zeiten, Schlechte Zeiten. Voor deze rol werd hij in 2008 bij de Jetix Awards uitgekozen tot "coolste tv-ster".
Naast zijn acteerwerk spreekt Richter ook tekenfilms in. Zo is hij onder andere de stem van Dende in Dragonball Z, Xander in Powerrangers en Cody in Queer as Folk. In maart 2010 was hij deelnemer aan de Duitse versie van Let's Dance.
Richter presenteerde in 2013 samen met Nazan Eckes het populaire programma Deutschland sucht den Superstar.

## Filmografie (selectie)
- 1997: Achterbahn – Ein Hund namens Freitag
- 1999: Die Handschrift des Mörders
- 2007: Tallulah & Killerhead
- 2007: KDD – Kriminaldauerdienst
- 2007–2014: Gute Zeiten, schlechte Zeiten
- 2009: Pietshow II
- 2011: Alarm für Cobra 11 (aflevering Höher, schneller, weiter!)
- 2012: Countdown – Die Jagd beginnt (aflevering Schulmädchen)
- 2014: SOKO 5113 (aflevering Das Projekt)
- 2018: Rosamunde Pilcher – Das Vermächtnis unseres Vaters
- 2018: In aller Freundschaft – Die jungen Ärzte (aflevering Bruchstellen)
- 2018: Kreuzfahrt ins Glück – Hochzeitsreise ins Piemont
- 2019: Magda macht das schon! (aflevering Das Geheimnis polnischer Frauen)
- 2019: Singles’ Diaries
- sinds 2021: Notruf Hafenkante

## Televisieoptredens (selectie)
- 2009: Das perfekte Promi-Dinner (GZSZ special)
- 2010: Das perfekte Promi-Dinner (moederdagspecial)
- 2010: Let’s Dance (seizoen 3) (RTL)
- 2013: Deutschland sucht den Superstar (presentator) (RTL)
- 2016: Die große ProSieben Völkerball Meisterschaft (ProSieben)
- 2016: Promi Shopping Queen (VOX)
- 2017: Global Gladiators (ProSieben)
- 2017: Die Küchenschlacht (ZDF)
- 2020: Ich bin ein Star – Holt mich hier raus! (seizoen 14) (RTL)
- 2020: Beauty & The Nerd (gastoptreden) (ProSieben)
- 2024: Das große Promibacken

## Synchroonspreker

### Films
- 1999: Kyle Sullivan (als Morrie (Kind)) in Dienstags bei Morrie
- 2002: Dan Byrd (als Paul) in Feuerteufel – Die Rückkehr
- 2002: Clinton Dooley (als Mark) in Ben, der Zauberlehrling
- 2005: Jeff Davis als Kelly Leak in Die Bären sind los
- 2009: Justin Long als Lem in Planet 51
- 2009: Kevin Schmidt als Ryan Miller in Alvin und die Chipmunks 2
- 2009: Hunter Parrish als Luke in Wenn Liebe so einfach wäre
- 2010: Nicholas Hoult als Eusebios in Kampf der Titanen
- 2011: Caleb Landry Jones als Sean Cassidy/Banshee in X-Men: Erste Entscheidung
- 2011: Jeremy Irvine als Albert Narracott in Gefährten
- 2012: Eddie Redmayne als Marius Pontmercy in Les Misérables
- 2013: Josh Hutcherson als Nod in Epic – Verborgenes Königreich
- 2014: Ben Schnetzer als Mark Ashton in Pride

### Series
- 2001–2002: Hiro Yūki als Dende in Dragon Ball Z
- 2003: Masato Amada (als jongen) in Wolf’s Rain in aflevering 23
- 2004: Shaun Loseby als Mark King in Koalas und andere Verwandte
- 2005–2012: Yuko Sanpei als Renton Thurston in Eureka Seven
- 2005–2006: Tomokazu Seki als Masataka Takayanagi in Tenjo Tenge
- 2006: Hiro Yūki als Dende in Dragon Ball GT
- 2006: Richard Brancatisano als Xander Bly in Power Rangers Mystic Force
- 2007: Lucas Grabeel als Lex Luthor (jong) in Smallville
- 2007: Akira Sasanuma als Martin DaCosta in Gundam Seed
- 2007: Mitsuki Saiga als Natsuo Sagan in Loveless
- 2007: Mitch Morris als Cody Bell in Queer as Folk
- 2010: Sam Page als Sam Allen in Desperate Housewives
- 2011: Brando Eaton als Kyle Greenwell in American Horror Story
- 2015: Aml Ameen als Capheus in Sense8
- seit 2016: Yoshitsugu Matsuoka als Sôma Yukihira in Food Wars! Shokugeki no Soma
- 2016–2018: Toby Onwumere als Capheus in Sense8
- 2017–2020: Martiño Rivas als Carlos Cifuentes in Die Telefonistinnen
- 2017: Ramón Rodríguez als Bakuto in Marvel’s The Defenders
- 2017–2020: Toshiki Masuda in Haikyu!! als Chikara Ennoshita

- Gemeinsame Normdatei: 1126531960
- Virtual International Authority File: 162148874224049620092